# Charlène Gorce
Pour les articles homonymes, voir Gorce.
Charlène Gorce, née le 18 juillet 1994 à Clermont-Ferrand dans le Puy-de-Dôme, est une footballeuse française évoluant au poste de défenseure latérale.

## Statistiques et palmarès

### Statistiques
Le tableau suivant présente, pour chaque saison, le nombre de matchs joués et de buts marqués dans le championnat national, en Coupe de France (Challenge de France) et éventuellement en compétitions internationales. Le cas échéant, les sélections nationales sont indiquées dans la dernière colonne.
| Saison    | Club                 | Championnat | Championnat | Championnat | Coupe nationale | Coupe nationale | Coupe nationale | Sélections nationales | Sélections nationales | Sélections nationales |
| Saison    | Club                 | Type        | Matchs      | Buts        | Type            | Matchs          | Buts            | Type                  | Matchs                | Buts                  |
| 2009-2010 | Nord Allier Yzeure B | D1 + D3     | 10 + 11     | 1 + 0       | -               | -               | -               | -                     | -                     | -                     |
| 2010-2011 | FF Yzeure AA         | CNF19 + D1  | 3 + 16      | 0 + 0       | CdF             | 1               | 0               | -                     | -                     | -                     |
| 2011-2012 | FF Yzeure AA         | CNF19 + D1  | 1 + 18      | 0 + 0       | CdF             | 1               | 0               | -                     | -                     | -                     |
| 2012-2013 | FF Yzeure AA         | CNF19 + D1  | 1 + 21      | 0 + 0       | CdF             | 4               | 0               | U19                   | 3                     | 0                     |
| 2013-2014 | EA Guingamp          | D1          | 19          | 0           | CdF             | 2               | 0               | U19 + U20             | 3 + 1                 | 0 + 0                 |
| 2014-2015 | EA Guingamp          | D1          | 15          | 0           | CdF             | 4               | 0               | U20                   | 2                     | 0                     |
| 2015-2016 | Toulouse             | D2          | 21          | 0           | CdF             | 1               | 0               |                       |                       |                       |
| 2016-2017 | Toulouse             | D2          | 22          | 0           | CdF             | 1               | 0               |                       |                       |                       |

### Palmarès

#### En club
- Quart-de-finaliste de la Coupe de France : 2013 (FF Yzeure AA)

#### En sélection
- France U20
  - Troisième de la Coupe du monde des moins de 20 ans : 2014 au Canada
- France U19
  - Championne d'Europe des moins de 19 ans :  2013 au Pays de Galles